# Orthosimyia montana
Orthosimyia montana är en tvåvingeart som först beskrevs av Henry J. Reinhard 1944.  Orthosimyia montana ingår i släktet Orthosimyia och familjen parasitflugor.
Artens utbredningsområde är Kalifornien. Inga underarter finns listade i Catalogue of Life.